# SLC25A23
SLC25A23 (англ. Solute carrier family 25 member 23) – білок, який кодується однойменним геном, розташованим у людей на короткому плечі 19-ї хромосоми. Довжина поліпептидного ланцюга білка становить 468 амінокислот, а молекулярна маса — 52 378.
| 10         |  | 20         |  | 30         |  | 40         |  | 50         |
| ---------- |  | ---------- |  | ---------- |  | ---------- |  | ---------- |
| MRGSPGDAER |  | RQRWGRLFEE |  | LDSNKDGRVD |  | VHELRQGLAR |  | LGGGNPDPGA |
| QQGISSEGDA |  | DPDGGLDLEE |  | FSRYLQEREQ |  | RLLLMFHSLD |  | RNQDGHIDVS |
| EIQQSFRALG |  | ISISLEQAEK |  | ILHSMDRDGT |  | MTIDWQEWRD |  | HFLLHSLENV |
| EDVLYFWKHS |  | TVLDIGECLT |  | VPDEFSKQEK |  | LTGMWWKQLV |  | AGAVAGAVSR |
| TGTAPLDRLK |  | VFMQVHASKT |  | NRLNILGGLR |  | SMVLEGGIRS |  | LWRGNGINVL |
| KIAPESAIKF |  | MAYEQIKRAI |  | LGQQETLHVQ |  | ERFVAGSLAG |  | ATAQTIIYPM |
| EVLKTRLTLR |  | RTGQYKGLLD |  | CARRILEREG |  | PRAFYRGYLP |  | NVLGIIPYAG |
| IDLAVYETLK |  | NWWLQQYSHD |  | SADPGILVLL |  | ACGTISSTCG |  | QIASYPLALV |
| RTRMQAQASI |  | EGGPQLSMLG |  | LLRHILSQEG |  | MRGLYRGIAP |  | NFMKVIPAVS |
| ISYVVYENMK |  | QALGVTSR   |  |            |  |            |  |            |

A: Аланін

C: Цистеїн

D: Аспарагінова кислота

E: Глутамінова кислота

F: Фенілаланін

G: Гліцин

H: Гістидин

I: Ізолейцин

K: Лізин

L: Лейцин

M: Метіонін

N: Аспарагін

P: Пролін

Q: Глутамін

R: Аргінін

S: Серин

T: Треонін

V: Валін

W: Триптофан

Задіяний у таких біологічних процесах, як транспорт, альтернативний сплайсинг. 
Білок має сайт для зв'язування з іонами металів, іоном кальцію. 
Локалізований у мембрані, мітохондрії, внутрішній мембрані мітохондрії.